# LGBT práva v Alžírsku

Duhová mapa Alžírska

Lesby, gayové, bisexuál a transgender osoby (LGBT) v Alžírsku čelí právním komplikacím a diskriminaci ze strany většinové společnosti. S odkazem na zprávu od Mezinárodní LGBTI asociace (ILGA) z května 2008 jsou oba homosexuální pohlavní styky, mužský i ženský, v Alžírsku ilegální.

## Zákony týkající se stejnopohlavní sexuální aktivity
Podle § 338 Alžírského práva:
Kdo se proviní vykonáním homosexuálního pohlavního styku, bude potrestán odnětím svobody v délce trvání dvou měsíců až dvou let nebo peněžním trestem ve výši 500 až 2 000 Alžírských dinárů. Pokud je jeden z účastníků mladší 18 let, trest pro staršího z účastníků může být navýšen na 3 léta a pokuta na 10 000 dinárů.
Podle § 333 Alžírského práva:
Kdo způsobí veřejné pohoršení sestávající z vykonání smilstva proti přírodě s jedincem téhož pohlaví, bude potrestán trestem odnětí svobody v délce trvání 6 měsíců až 3 let nebo peněžním trestem ve výši 1 000 až 10 000 Alžírských dinárů.
Trestní zákony vycházejí z převládajících alžírských zvyků, které nahlížejí na homosexualitu a cross-dressing jako na protiislámské chování.

## Ústavní právo
Článek 3 Ústavy Alžírské republiky vymezuje islám jako státní náboženství, ale Ústava zároveň garantuje rovnost pro všechny občany (Článek 24), respektování lidských práv (33) a svobodu náboženského vyznání a názorů (Článek 36).
Právo na soukromí je přímo garantované v Článku 39, jakož i právo zakládat politické organizace (Článek 42) a právo na přístup ke vzdělání (Článek 53), zdravotní péči (Článek 54) a rovné zacházení na trhu práce (Článek 55).
Tyto ústavní zákony proto mohou být používány k postupnému zrovnoprávňování LGBT osob v Alžírsku.

## Životní podmínky
Homosexualita a cross-dressing jsou nezákonné a převládající postoj společnosti je otevřeně negativní, až násilný. Právo a zákony nerespektují občanská práva LGBT osob. Oficiálně se zde nenacházejí žádné gay-friendly skupiny a politické organizace vedoucí kampaň na uznání LGBT práv. Harašment, násilí, dokonce i vraždy LGBT osob ze strany rodinných příslušníků, náboženských fundamentalistů a jiných skupin je všeobecně akceptováno.
Mezi nejčastější útoky na LGBT osoby patří vraždy ze cti, protože pachatelé často bývají členové rodiny nebo sousedé, kteří odůvodňují své homofobní útoky jako záchranu rodinné cti nebo komunity. Jedním ze známých případů zločinu z nenávisti vůči homosexuálům je například kamenování dvou mužů na ulici v r. 2001 nebo vražda dvou mužů, jednoho v r. 1994 a druhého v r. 1996.
Mnoho pokusů o stejnopohlavní manželství skončilo policejní žalobou a téměř vyústilo až v soudní řízení.
Tyto obtíže a nebezpečí nakonec donutily jednoho z místních mužů Ramziho Isalama k žádosti o azyl ve Velké Británii.

## Veškeré zákony týkající se LGBT osob
| Legální stejnopohlavní styk                                                            | Ilegální (trest: až 2 roky vězení, pokuta) |
| Stejný věk legální způsobilosti k pohlavnímu styku pro obě orientace                   | No                                         |
| Antidiskriminační zákony v zaměstnání                                                  | No                                         |
| Antidiskriminační zákony v přístupu ke zboží a službám                                 | No                                         |
| Antidiskriminační zákony v ostatních oblastech (homofobní urážky, zločiny z nenávisti) | No                                         |
| Stejnopohlavní manželství                                                              | No                                         |
| Jiná forma stejnopohlavního soužití                                                    | No                                         |
| Adopce dítěte partnera                                                                 | No                                         |
| Společná adopce stejnopohlavními páry                                                  | No                                         |
| Gayové a lesby mohou otevřeně sloužit v armádě                                         | No                                         |
| Možnost změny pohlaví                                                                  | No                                         |
| Přístup k umělému oplodnění pro lesbické ženy                                          | No                                         |
| Náhradní mateřství pro gay páry                                                        | No                                         |
| MSM mohou darovat krev                                                                 | No                                         |